# Trupanea prominens
Trupanea prominens är en tvåvingeart som beskrevs av Munro 1964. Trupanea prominens ingår i släktet Trupanea och familjen borrflugor. Inga underarter finns listade i Catalogue of Life.